# Notomicrus gracilipes
Notomicrus gracilipes är en skalbaggsart som beskrevs av Sharp 1882. Notomicrus gracilipes ingår i släktet Notomicrus och familjen grävdykare. Inga underarter finns listade i Catalogue of Life.